# 100 знаменитих водопада у Јапану
100 јапанских водопада (日本の滝百選 Nihon no taki hyakusen) је списак водопада у Јапану објављен у публикацији "Јапанских топ 100 водопада", коју је издало јапанско Министарства за заштиту животне средине 1990. године.

## Опште
По извештају јапанске владе, постоје 517 именованих водопада у Јапану. Многи од ових водопада се налази у удаљеним планинским местима, али уз повећање планинарења и туризма у последњих неколико година, број посетилаца је значајно повећан.

## Списак
| #   | Име                                                                                    | Префектура           | Град, варош или село |
| --- | -------------------------------------------------------------------------------------- | -------------------- | -------------------- |
| 1   | Хагоромо водопад (羽衣の滝 Hagoromo-no-taki)                                           | Хокаидо              | Хигашикава           |
| 2   | Инкура водопад (インクラの滝 Inkura-no-taki)                                           | Хокаидо              | Шираој               |
| 3   | Гаро водопад ("飛竜"賀老の滝 ”Hiryū“ Garō-no-taki)                                     | Хокаидо              | Шимамаки             |
| 4   | Рјусеј-Гинга водопад (流星・銀河の滝 Ryūsei-Ginga-no-taki)                             | Хокаидо              | Камикава             |
| 5   | Аширибецу водопад (アシリベツの滝 Ashiribetsu-no-taki)                                 | Хокаидо              | Минами-ку, Сапоро    |
| 6   | Ошинкошин водопад (オシンコシンの滝 Oshinkoshin-no-taki)                               | Хокаидо              | Шари                 |
| 7   | Курокума водопад (くろくまの滝 Kurokuma-no-taki)                                       | Префектура Аомори    | Аџигасава            |
| 8   | Мацуми водопад (松見の滝 Matsumi-no-taki)                                              | Префектура Аомори    | Товада               |
| 9   | Fudō Falls (不動の滝 Fudō-no-taki)                                                     | Iwate Prefecture     | Hachimantai          |
| 10  | Akiu Great Falls (秋保大滝 Akiu-Ōtaki)                                                 | Miyagi Prefecture    | Taihaku-ku, Sendai   |
| 11  | Санкај водопад (三階の滝 Sankai-no-taki)                                               | Miyagi Prefecture    | Zao                  |
| 12  | Nanataki Falls (七滝 Nanataki)                                                         | Akita Prefecture     | Kosaka               |
| 13  | Чагама водопад (茶釜の滝 Chagama-no-taki)                                              | Akita Prefecture     | Kazuno               |
| 14  | Хотај водопад (法体の滝 Hottai-no-taki)                                                | Akita Prefecture     | Yurihonjō            |
| 15  | Јусу водопад (安の滝 Yasu-no-taki)                                                     | Akita Prefecture     | Kitaakita            |
| 16  | Namekawa Great Falls (滑川の大滝 Namekawa-no-Ōtaki)                                    | Yamagata Prefecture  | Yonezawa             |
| 17  | Shiraito Falls (白糸の滝 Shiraito-no-taki)                                             | Yamagata Prefecture  | Tozawa               |
| 18  | Nanatsu Falls (七ツ滝 Nanatsu-taki)                                                    | Yamagata Prefecture  | Tsuruoka             |
| 19  | Otsuji Falls (乙字ケ滝 Otsuji-ga-taki)                                                 | Fukushima Prefecture | Sukagawa             |
| 20  | Sanjō Falls (三条の滝 Sanjō-no-taki)                                                   | Fukushima Prefecture | Hinoemata            |
| 21  | Chōshi Falls (銚子ケ滝 Chōshi-ga-taki)                                                 | Fukushima Prefecture | Kōriyama             |
| 22  | Fukuroda Falls (袋田の滝 Fukuroda-no-taki)                                             | Ibaraki Prefecture   | Daigo                |
| 23  | Kegon Falls (華厳滝 Kegon-no-taki)                                                     | Tochigi Prefecture   | Nikko                |
| 24  | Kirifuri Falls (霧降の滝 Kirifuri-no-taki)                                             | Tochigi Prefecture   | Nikko                |
| 25  | Fukiware Falls (吹割の滝 Fukiware-no-taki)                                             | Gunma Prefecture     | Namata               |
| 26  | Jōfu Falls (常布の滝 Jōfu-no-taki)                                                     | Gunma Prefecture     | Kusatsu              |
| 27  | Tanashita no Fudō Falls (棚下の不動滝 Tanashita-no-Fudō-no-taki)                       | Gunma Prefecture     | Shibukawa            |
| 28  | Marugami Falls (丸神の滝 Marugami-no-taki)                                             | Saitama Prefecture   | Ogano                |
| 29  | Hossawa Falls (払沢の滝 Hossawa-no-taki)                                               | Tokyo                | Hinohara             |
| 30  | Hayato Great Falls (早戸大滝 Hayato Ōtaki)                                             | Kanagawa Prefecture  | Sagamihara           |
| 31  | Shasui Falls (洒水の滝 Shasui-no-taki)                                                 | Kanagawa Prefecture  | Yamakita             |
| 32  | Nanatsugamagodan Falls (七ツ釜五段の滝 Nanatsugamagodan-no-taki)                       | Yamanashi Prefecture | Yamanashi            |
| 33  | Kitashōji Falls (北精進ケ滝 Kitashōji-ga-taki)                                         | Yamanashi Prefecture | Hokuto               |
| 34  | Senga Falls (仙娥滝 Senga-taki)                                                        | Yamanashi Prefecture | Kōfu                 |
| 35  | Suzu Falls (鈴ヶ滝 Suzu-ka-taki)                                                       | Niigata Prefecture   | Murakami             |
| 36  | Naena Falls (苗名滝 Naena-taki)                                                        | Niigata Prefecture   | Myōkō                |
| 37  | Sōtaki Falls (惣滝 Sō-taki)                                                            | Niigata Prefecture   | Myōkō                |
| 38  | Шомјо водопад (称名滝 Shōmyō-daki)                                                     | Toyama Prefecture    | Tateyama             |
| 39  | Uba Falls (姥ケ滝 Uba-ga-taki)                                                         | Ishikawa Prefecture  | Hakusan              |
| 40  | Ryūsō Falls (龍双ケ滝 Ryūsō-ga-taki)                                                   | Fukui Prefecture     | Ikeda                |
| 41  | Yonako Daibakufu Falls (米子大瀑布 Yonako-daibakufu)                                   | Nagano Prefecture    | Suzaka               |
| 42  | Sanbon Falls (三本滝 Sanbon-daki)                                                      | Nagano Prefecture    | Matsumoto            |
| 43  | Tadachi Falls (田立の滝 Tadachi-no-taki)                                               | Nagano Prefecture    | Nagiso               |
| 44  | Neo Falls (根尾の滝 Neo-no-taki)                                                       | Gifu Prefecture      | Gero                 |
| 45  | Hirayu Great Falls (平湯大滝 Hirayu Ōtaki)                                             | Gifu Prefecture      | Takayama             |
| 46  | Yōrō Falls (養老の滝 Yōrō-no-taki)                                                     | Gifu Prefecture      | Yōrō                 |
| 47  | Amida Falls (阿弥陀ケ滝 Amida-ga-taki)                                                 | Gifu Prefecture      | Gujō                 |
| 48  | Abe Great Falls (安倍の大滝 Abe no Ōtaki)                                              | Shizuoka Prefecture  | Aoi-ku, Shizuoka     |
| 49  | Jōren Falls (浄蓮の滝 Jōren-no-taki)                                                   | Shizuoka Prefecture  | Itō                  |
| 50  | Shiraito Falls (白糸の滝 Shiraito-no-taki)＋Otodome Falls (音止めの滝 Otodome-no-taki) | Shizuoka Prefecture  | Fujinomiya           |
| 51  | Atera Seven Falls (阿寺の七滝 Atera-no-Nana-taki)                                      | Aichi Prefecture     | Shinshiro            |
| 52  | Nunobiki Falls (布引の滝 Nunobi-no-taki)                                               | Mie Prefecture       | Kumano               |
| 53  | Akame Shijyūhachi Falls (赤目四十八滝 Akame Shijyūhachi-taki)                          | Mie Prefecture       | Nabari               |
| 54  | Nanatsugama Falls (七ツ釜滝 Nanatsugama-taki)                                          | Mie Prefecture       | Ōdai                 |
| 55  | Yatsubuchi Falls (八ツ淵の滝 Yatsubuchi-no-taki)                                       | Shiga Prefecture     | Takashima            |
| 56  | Kanabiki Falls (金引の滝 Kanabiki-no-taki)                                             | Kyoto Prefecture     | Miyazu               |
| 57  | Minoo Falls (箕面滝 Minoo-no-taki)                                                     | Osaka Prefecture     | Minoh                |
| 58  | Harafudō Falls (原不動滝 Harafudō-taki)                                                | Hyōgo Prefecture     | Hyōgo                |
| 59  | Saruo Falls (猿尾滝 Saruo-daki)                                                        | Hyōgo Prefecture     | Kami                 |
| 60  | Tendaki Falls (天滝 Tendaki)                                                           | Hyōgo Prefecture     | Yabu                 |
| 61  | Nunobiki Falls (布引の滝 Nunobiki-no-taki)                                             | Hyōgo Prefecture     | Kobe                 |
| 62  | Somon Falls (双門の滝 Somon-no-taki)                                                   | Nara Prefecture      | Tenkawa              |
| 63  | Fudōnanae Falls (不動七重滝 Fudōnanae-no-taki)                                         | Nara Prefecture      | Shimokitayama        |
| 64  | Sasa Falls (笹の滝 Sasa-no-taki)                                                       | Nara Prefecture      | Totsukawa            |
| 65  | Naka Falls (中の滝 Naka-no-taki)                                                       | Nara Prefecture      | Kamikitayama         |
| 66  | Nachi Falls (那智滝 Nachi-no-taki)                                                     | Wakayama Prefecture  | Nachikatsuura        |
| 67  | Kuwanoki Falls (桑ノ木の滝 Kuwanoki-no-taki)                                           | Wakayama Prefecture  | Shingū               |
| 68  | Haso Falls (八草の滝 Haso-no-taki)                                                     | Wakayama Prefecture  | Shirahama            |
| 69  | Daisen Falls (大山滝 Daisen-taki)                                                      | Tottori Prefecture   | Tōhaku               |
| 70  | Ame Falls (雨滝 Amedaki)                                                               | Tottori Prefecture   | Tottori              |
| 71  | Dangyō Falls (壇鏡の滝 Dangyō-no-taki)                                                 | Shimane Prefecture   | Okinoshima           |
| 72  | Ryūzuyae Falls (龍頭八重滝 Ryūzuyae-daki)                                              | Shimane Prefecture   | Unnan                |
| 73  | Kanba Falls (神庭の滝 Kanba-no-taki)                                                   | Okayama Prefecture   | Maniwa               |
| 74  | Jōsei Falls (常清滝 Jōsei-daki)                                                        | Hiroshima Prefecture | Miyoshi              |
| 75  | Jakuchikyō Goryū Falls (寂地峡五竜の滝 Jakuchikyō Goryū-no-taki)                       | Yamaguchi Prefecture | Iwakuni              |
| 76  | Ōgama Falls (大釜の滝 Ōgama-no-taki)                                                   | Tokushima Prefecture | Naka                 |
| 77  | Todoroki Kujyūku Falls (轟九十九滝 Todoroki kujyūku-taki)                              | Tokushima Prefecture | Kaiyō                |
| 78  | Amagoi Falls (雨乞の滝 Amagoi-no-taki)                                                 | Tokushima Prefecture | Kamiyama             |
| 79  | Yukiwa Falls (雪輪の滝 Yukiwa-no-taki)                                                 | Ehime Prefecture     | Uwajima              |
| 80  | Goraikō Falls (御来光の滝 Goraikō-no-taki)                                             | Ehime Prefecture     | Kumakōgen            |
| 81  | Ryūō Falls (龍王の滝 Ryūō-no-taki)                                                     | Kōchi Prefecture     | Ōtoyo                |
| 82  | Todoro Falls (轟の滝 Todoro-no-taki)                                                   | Kōchi Prefecture     | Kami                 |
| 83  | Ōtaru Falls (大樽の滝 Ōtaru-no-taki)                                                   | Kōchi Prefecture     | Ochi                 |
| 84  | Kannon Falls (観音の滝 Kannon-no-taki)                                                 | Saga Prefecture      | Karatsu              |
| 85  | Mikaeri Falls (見帰りの滝 Mikaeri-no-taki)                                             | Saga Prefecture      | Karatsu              |
| 86  | Yonjyūsanman Falls (四十三万滝 Yonjyūsanman-taki)                                      | Kumamoto Prefecture  | Kikuchi              |
| 87  | Sendantodoro Falls (栴壇轟の滝 Sendantodoro-no-taki)                                   | Kumamoto Prefecture  | Yatsushiro           |
| 88  | Sugaruga Falls (数鹿流ヶ滝 Sugaruga-taki)                                              | Kumamoto Prefecture  | Minamiaso            |
| 89  | Kaname Falls (鹿目の滝 Kaname-no-taki)                                                 | Kumamoto Prefecture  | Hitoyoshi            |
| 90  | Higashishiiya Falls (東椎屋の滝 Higashishiiya-no-taki)                                 | Ōita Prefecture      | Usa                  |
| 91  | Harajiri Falls (原尻の滝 Harajiri-no-taki)                                             | Ōita Prefecture      | Bungo-ōno            |
| 92  | Shindō Falls (震動の滝 Shindō-no-taki)                                                 | Ōita Prefecture      | Kokonoe              |
| 93  | Nishishiiya Falls (西椎屋の滝 Nishishiiya-no-taki)                                     | Ōita Prefecture      | Kusu                 |
| 94  | Sekinoo Falls (関之尾滝 Sekinoo-no-taki)                                               | Miyazaki Prefecture  | Miyakonojō           |
| 95  | Јатоги водопад (矢研の滝 Yatogi-no-taki)                                               | Miyazaki Prefecture  | Цуно                 |
| 96  | Мукабаки водопад (むかばきの滝 Mukabaki-no-taki)                                       | Miyazaki Prefecture  | Нобеока              |
| 97  | Манај водопад (真名井の滝 Manai-no-taki)                                               | Miyazaki Prefecture  | Такачихо             |
| 98  | Рјумон водопад (龍門滝 Ryūmon-daki)                                                    | Префектура Кагошима  | Каџики               |
| 99  | Око водопад (大川の滝 Ōko-no-taki)                                                     | Префектура Кагошима  | Јакушима             |
| 100 | Маријуду водопад (マリユドゥの滝 Mariyudu-no-taki)                                     | Префектура Окинава   | Такетоми             |

## Галерија
- 1. Хагоромо водопад
- 2. Инкура водопад
- 3. Гаро водопад
- 4. Рјусеј-Гинга водопад
- 5. Аширибецу водопад
- 6. Ошинкошин водопад
- 7. Курокума водопад
- 9. Фудо водопад
- 10. Akiu Great Falls
- 11. Sankai Falls
- 12. Nanataki Falls
- 13. Chagama Falls
- 14. Hōttai Falls
- 15. Yasu Falls
- 16. Namekawa Great Falls
- 17. Shiraito Falls
- 18. Nanatsu Falls
- 19. Otsuji Falls
- 20. Санџо водопад
- 21. Чоши водопад
- 22. Фукурода водопад
- 23. Кегон водопад
- 24. Кирифури водопад
- 25. Fukiware Falls
- 26. Џофу водопад
- 27. Tanashita no Fudō Falls
- 29. Хосава водопад
- 30. Hayato Great Falls
- 31. Shasui Falls
- 32. Nanatsugamagodan Falls
- 33. Kitashōji Falls
- 34. Senga Falls
- 36. Naena Falls
- 37. Sōtaki Falls
- 38. Шомјо водопад и Ханоки водопад
- 39.Uba Falls
- 40. Ryūsō Falls
- 41. Yonako Daibakufu Falls
- 42. Sanbon Falls
- 43. Tadachi Falls
- 44. Neo Falls
- 45. Hirayu Great Falls
- 46. Yōrō Falls
- 47. Amida Falls
- 48. Abe Great Falls
- 49. Jōren Falls
- 50. Shiraito Falls
- 50. Otodome Falls
- 51. Atera Seven Falls
- 52. Nunobiki Falls
- 53. Akame Shijyūhachi Falls
- 54. Nanatsukgama Falls
- 56. Kanabiki Falls
- 57. Minoo Falls
- 58. Harafudō Falls
- 59. Saruo Falls
- 60. Tendaki Falls
- 61. Nunobiki Falls
- 63. Fudōnanae Falls
- 64. Sasa Falls
- 66. Nachi Falls
- 67. Kuwanoki Falls
- 68. Haso Falls
- 69. Daisen Fall
- 70. Amedaki Falls
- 71. Dangyō Falls
- 72. Ryūzuyae Falls
- 73. Kanba Falls
- 74. Jōsei Falls
- 75. Jakuchikyō Goryū Falls
- 76. Ōgama Falls
- 77. Todoroki Kujyūku Falls
- 78. Amagoi Falls
- 79. Yukiwa Falls
- 80. Goraikō Falls
- 81. Ryūō Falls
- 82. Todoro Falls
- 83. Ōtaru Falls
- 85. Mikaeri Falls
- 87. Sendantodoro Falls
- 88. Sukaruga Falls
- 89. Kaname Falls
- 91. Harajiri Falls
- 92. Shindō Falls
- 93. Nishishiiya Falls
- 94. Sekinoo Falls
- 95. Yatogi Falls
- 97. Manai Falls
- 98. Ryūmon Falls
- 99. Ōko Falls
- 100. Mariyudu Falls